# The Late Late Show with Craig Ferguson

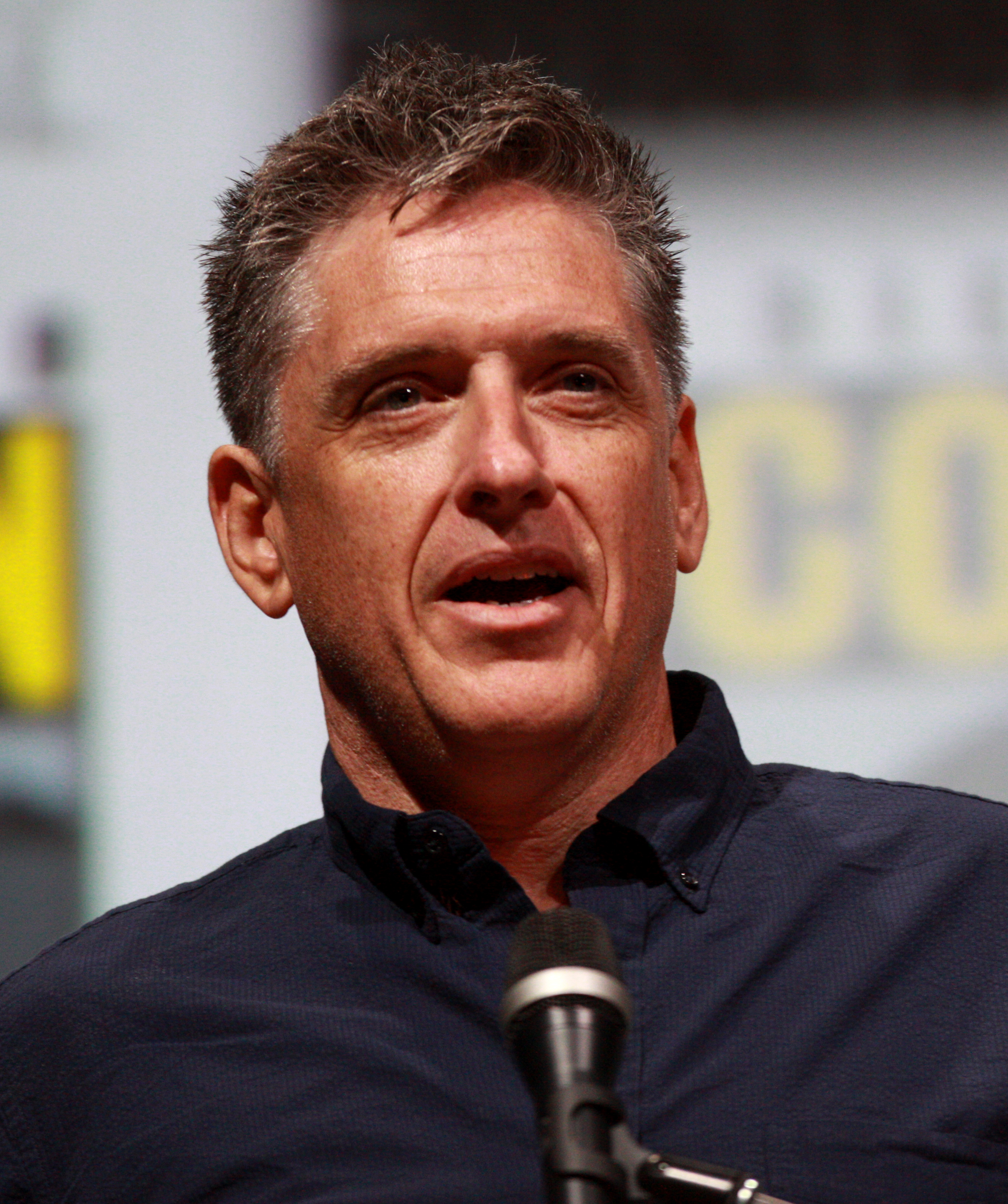
Moderator der Show Craig Ferguson (2013)

The Late Late Show with Craig Ferguson ist eine US-amerikanische Late-Night-Show, die von 2005 bis 2014 für CBS produziert wurde. Moderiert wurde sie von Craig Ferguson, der dritter Moderator der Late Late Show war. Er setzte sich unter anderem gegen D. L. Hughley, Michael Ian Black und Damien Fahey durch. Produziert wurde die Show von World Wide Pants, der Produktionsfirma von David Letterman.
Die Show wurde von Montag bis Freitag ab 15:00 Uhr PST aufgezeichnet und um 00:35 Uhr PST / 23:35 Uhr CST ausgestrahlt.
In der Ausgabe vom 29. April 2014 verkündete Ferguson, dass er seinen Vertrag nicht verlängern und die Show im Dezember 2014 verlassen wird. Hierbei distanzierte er sich klar von den Gerüchten, er würde die Show verlassen, weil man ihm den Sendeplatz von David Letterman, der seine Show 2015 beendete, nicht gab. Die letzte von Ferguson moderierte Sendung wurde am 19. Dezember 2014 ausgestrahlt. Sein Nachfolger ist James Corden, der seit 2015 The Late Late Show with James Corden moderiert. Im April 2023 wurde die letzte Folge von The Late Late Show with James Corden ausgestrahlt.

## Aufbau
Die Show startete mit einem zwei- bis vierminütigen sogenannten „Cold Open“. Ferguson hielt wahlweise einen kurzen Monolog oder interagierte mit ausgewählten Personen aus dem Publikum. In früheren Shows wurde das „Cold Open“ hin und wieder durch musikalische Sequenzen ersetzt, so zum Beispiel für die Paris- und Schottlandwoche, das Doctor-Who-Special oder an Halloween. Es gab aber auch ernste Ansprachen, so beispielsweise zum Amoklauf von Aurora oder dem Anschlag auf den Boston-Marathon.
Nach dem Titelsong und einer Werbeunterbrechung betrat Ferguson das Studio und begann die Show mit den Worten: „Welcome to Los Angeles, California, welcome to The Late Late Show, I am your host, TV’s Craig Ferguson!“ („Willkommen in Los Angeles, Kalifornien, willkommen zur Late Late Show, ich bin Ihr Moderator, Craig Ferguson aus dem Fernsehen!“). Dieser Ansprache folgte: „It’s a great day for America, everybody!“ („Hört alle her: Es ist ein großer Tag für Amerika!“). Es folgte ein weitgehend improvisierter Monolog, in dem Ferguson über aktuelle Themen aus dem Showbusiness oder der Politik sprach. Doch auch ein hohes Maß an Selbstironie sowie private Themen, wie der Tod seiner Eltern 2006 und 2008 oder sein erfolgreicher Alkoholentzug Anfang 1992, waren Bestandteil dieses Segments.
Nach einer weiteren Werbeunterbrechung saß Ferguson an seinem Schreibtisch. In dem nun folgenden Segment „Tweets and E-Mails“ las und beantwortete er Zuschriften, die per Twitter oder E-Mail von den Zuschauern an die Show gesendet werden. Anschließend gab es noch Interviews mit ein oder zwei prominenten Gästen. Zuweilen traten auch Musiker oder Stand-up-Comedians auf. Beendet wurde die Show mit dem Segment „What did we learn on the Show tonight, Craig?“ („Was haben wir aus der heutigen Show gelernt, Craig?“). Bevor Ferguson seine Zuschauer ins Bett schickte, zog er hierin ein Resümee aus der Show.

## Titelsong
Als Ferguson 2005 die Show übernahm, wurde auch ein neuer Titelsong aufgenommen, welchen er mit komponierte (Ferguson war in seiner Jugend Schlagzeuger der Glasgower Punk-Rock-Band The Dreamboys an der Seite von Oscar-Preisträger Peter Capaldi). Als CBS am 31. August 2009 begann, die Show in HD auszustrahlen, wurde der Titelsong neu aufgenommen. Produzenten waren Tim Mosher & Stroker. Während der Pariswoche im August 2011 übernahm Ferguson erneut den Gesang, begleitet von einem Piano und einem Kontrabass, im Straßenmusikerstil. In der Schottlandwoche im Mai 2012 wurde dies von der Band The Imagineers übernommen.

## Showelemente

### Geoff Peterson
Geoff Peterson ist ein Roboterskelett und war seit dem 5. April 2010 Fergusons Sidekick. Die Idee entstand durch die wiederholten Beschwerden von Ferguson darüber, dass die Show weder eine eigene Band noch einen Sidekick habe und seinem Wunsch, eine eigene Roboter-Skelett-Armee, so nennt er seine Twitter-Follower, zu haben. Grant Imahara von den Mythbusters bot Ferguson an, ihm einen solchen Roboter zu bauen, wenn dieser ihm zu 100.000 Twitter-Followern verhelfe. Dieses Ziel wurde in kürzester Zeit erreicht.
Gesprochen und betrieben wurde Geoff Peterson von Josh Robert Thompson, einem Synchronsprecher und Imitator. Anfangs wurde Peterson von Ferguson selbst gesprochen. Es wurden Aufnahmen gemacht, die dann in passenden Momenten abgespielt werden konnten. Doch schon bald fand Ferguson die kratzige Roboterstimme zu nervig und bat Thompson, welcher schon seit 2007 für die Show synchronisierte und Personen wie Arnold Schwarzenegger imitierte, diese Aufgabe zu übernehmen. Im April 2011 bekam Thompson die Möglichkeit, Geoff Peterson in einem Sketch in Las Vegas live zu synchronisieren. Von da an wurde dies gelegentlich auch in der Show umgesetzt. Von Juni 2011 an wurde Geoff Peterson von Thompson in jeder Show synchronisiert.

### Secretariat
Secretariat ist ein Panto-Pferd (dargestellt durch zwei Menschen mit übergeworfenem rotbraunem Pferdekostüm), welches seinen Ursprung in dem Disney-Film Secretariat hat, über den Ferguson sich lustig machte. Ab Oktober 2010 trat Secretariat unregelmäßig in der Show auf, meist nur, wenn Ferguson die versteckte Türklingel unter seinem Schreibtisch betätigte. Secretariat tanzte dann durchs Studio und verschwand wieder hinter den Kulissen. Als die Show im August 2012 in ein größeres Studio umzog, bekam es einen eigenen Stall am Rand der Bühne.

## Running Gags
Ferguson und Geoff Peterson imitierten oft prominente Personen wie zum Beispiel Bill Clinton, Sean Connery, Morgan Freeman oder Liam Neeson. Talkshow-Legende Larry King übernahm 2011 für eine Folge die Synchronisierung von Geoff Peterson neben anderen bekannten Persönlichkeiten, da Synchronsprecher Thompson für zwei Wochen ausfiel. In die Monologe wurden hin und wieder abgewandelte Landkarten eingebunden oder es wurde nach Fotos von Paul McCartney oder Cher gefragt. Gezeigt wurden dann aber andere Personen wie Angela Lansbury oder Marilyn Manson. Wenn Ferguson Zuschriften aus anderen Teilen der Erde erhielt, las er diese mit dem landestypischen Akzent.

## Auszeichnungen
- 2006: Emmy-Award-Nominierung in der Kategorie Individuelle Leistung in einer Varieté- oder Musiksendung
- 2009: Peabody Award[11]